# Торета (Верона)
Торета је насеље у Италији у округу Верона, региону Венето.
Према процени из 2011. у насељу је живело 157 становника. Насеље се налази на надморској висини од 7 м.